# 柚木駅 (静岡市)
柚木駅（ゆのきえき）は、静岡県静岡市葵区宮前町にある静岡鉄道静岡清水線の駅である。駅番号はS05。

## 歴史
- 1908年（明治41年）：曲金駅として開業。
- 1930年（昭和5年）3月31日：移転する。
- 1942年（昭和17年）：護国神社前駅に改称。
- 年月日不詳：柚木駅に改称
  - 現在でも「護国神社前」は副称として残り、「柚木（護国神社前）」と案内されている。
- 1992年（平成4年）9月1日：自動改札機設置[2]。
- 2008年（平成20年）2月27日：ホームに転落防止柵取り付け。

## 駅構造

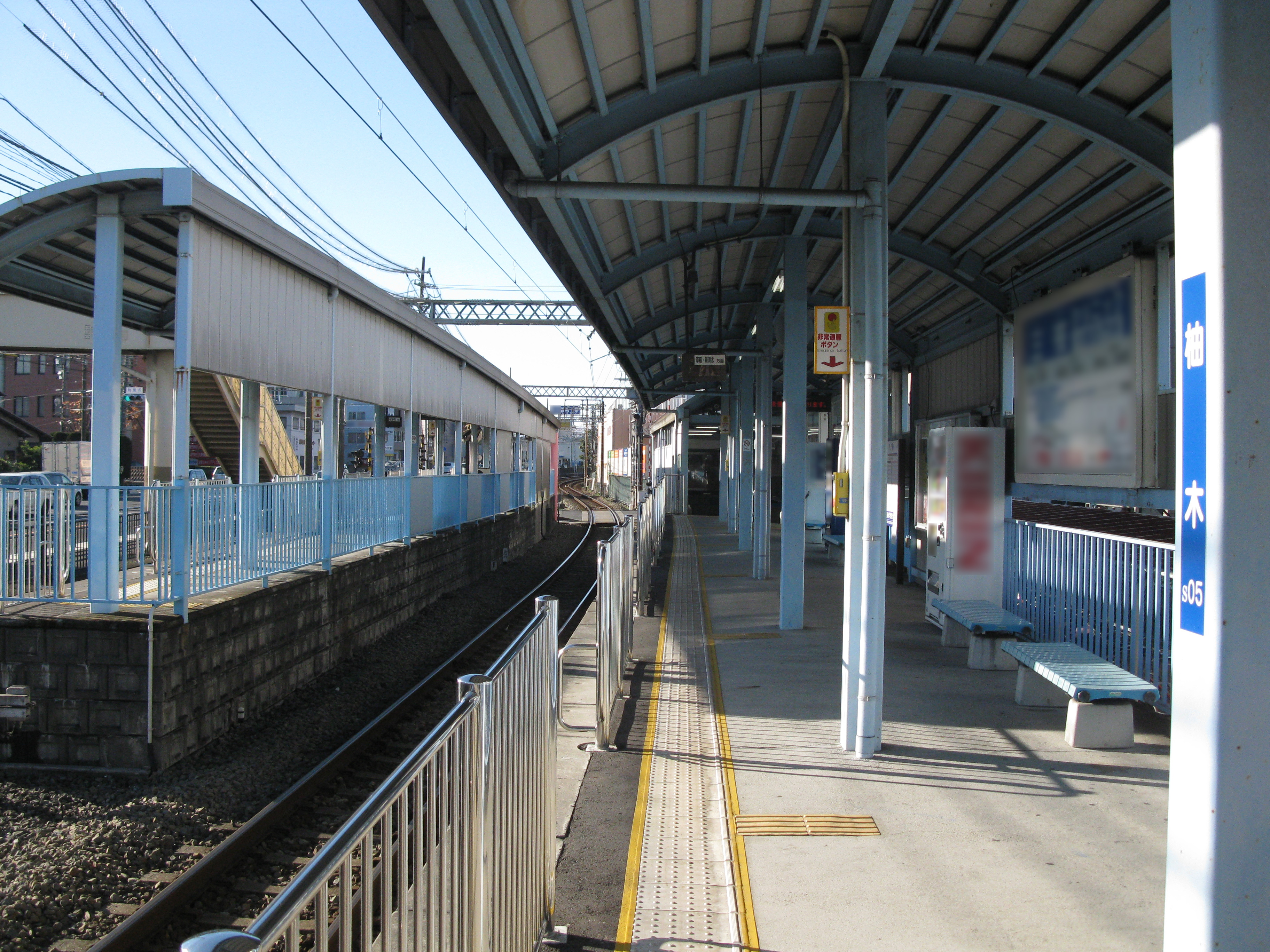
ホーム（2010年12月）

単式ホーム2面2線有する地上駅。ホームはそれぞれ線路の北側にあり、上り（新静岡方面）のホームは上下線に挟まれた形になっている。上下ホーム間は地下道で結ばれている。かつては島式ホームであったが、老朽化に伴う改築によって上下線分離式の単式ホームに改められた。改築工事中は、踏切を挟んだ新静岡駅側に仮設ホームが設けられた。
自動改札機と自動券売機があり、駅係員が配置されている時間帯もある。

### のりば
| 乗り場 | 路線        | 方向 | 行先       |
| ------ | ----------- | ---- | ---------- |
| 1      | ●静岡清水線 | 下り | 新清水方面 |
| 2      | ●静岡清水線 | 上り | 新静岡方面 |

## 利用状況
「静岡市統計書」によれば、2023年度の一日平均乗車人員は1,378人、降車人員は1,357人であった。この乗降人員数は静岡清水線全15駅中8番目である。なお、同統計によれば、近年の乗降人員は以下の通りである。
| 年度               | 1日平均乗降人員 | 1日平均乗降人員 | 1日平均乗降人員 |
| 年度               | 乗車人員        | 降車人員        | 合計            |
| ------------------ | --------------- | --------------- | --------------- |
| 2002年（平成14年） | 1,779           | 1,925           | 3,704           |
| 2003年（平成15年） | 1,464           | 1,665           | 3,129           |
| 2004年（平成16年） | 1,451           | 1,672           | 3,123           |
| 2005年（平成17年） | 1,631           | 1,567           | 3,198           |
| 2006年（平成18年） | 1,397           | 1,660           | 3,057           |
| 2007年（平成19年） | 1,360           | 1,623           | 2,983           |
| 2008年（平成20年） | 1,445           | 1,402           | 2,847           |
| 2009年（平成21年） | 1,337           | 1,305           | 2,642           |
| 2010年（平成22年） | 1,215           | 1,253           | 2,468           |
| 2011年（平成23年） | 1,170           | 1,279           | 2,449           |
| 2012年（平成24年） | 1,266           | 1,372           | 2,638           |
| 2013年（平成25年） | 1,552           | 1,443           | 2,995           |
| 2014年（平成26年） | 1,497           | 1,440           | 2,937           |
| 2015年（平成27年） | 1,557           | 1,486           | 3,043           |
| 2016年（平成28年） | 1,589           | 1,520           | 3,109           |
| 2017年（平成29年） | 1,622           | 1,573           | 3,195           |
| 2018年（平成30年） | 1,642           | 1,581           | 3,223           |
| 2019年（令和元年） | 1,591           | 1,542           | 3,133           |
| 2020年（令和02年） | 1,133           | 1,108           | 2,241           |
| 2021年（令和03年） | 1,227           | 1,202           | 2,429           |
| 2022年（令和04年） | 1,315           | 1,291           | 2,606           |
| 2023年（令和05年） | 1,378           | 1,357           | 2,735           |

## 駅周辺
- 靜岡縣護國神社
- 静岡産業技術専門学校
- 静岡工科自動車大学校
- 静岡県自動車学校
- 大原簿記専門学校静岡校
- JR東海静岡車両区（旧：静岡運転所）
- 静岡市立西豊田小学校
- 静岡県立静岡視覚特別支援学校
- 静岡市急病センター
- 天神屋本店
- 静岡ホテル時之栖
- 柚木の郷温泉
- MARK IS 静岡
- 静清リハビリテーション病院
- フードマーケットマム 曲金店

## その他
- 朝夕通勤時間帯の前後に柚木発新静岡行き、新静岡発柚木行きの区間列車が運転される[4]。車両基地である長沼工場への分岐が、長沼駅手前の新静岡寄りにあることから、同駅のホームに入らずにそのまま入出庫するためである。

## 隣の駅
静岡鉄道
S 静岡清水線
■急行・■通勤急行
通過
■普通
春日町駅 (S04) - 柚木駅 (S05) - 長沼駅 (S06)